# Aldeanueva de San Bartolomé
Aldeanueva de San Bartolomé es un municipio y localidad española de la provincia de Toledo, en la comunidad autónoma de Castilla-La Mancha. El término municipal tiene una población de 413 habitantes (INE 2024).

## Toponimia
El término Aldeanueva de San Bartolomé deriva de su fundación hacia 1425. Unos pastores, probablemente de Mohedas, montaron un caserío que al parecer se unió a una aldea conocida como Toledillo, para formar Aldea nueva de Mohedas también conocida como La Aldea Nuevita. Al pasar a ser municipio independiente, cambió su nombre al actual, sustituyendo de Mohedas por de San Bartolomé, patrón de su iglesia.
Popularmente y en su comarca natural, la Jara toledana, es conocido como Aldeanovita, derivado del ya citado Aldea Nuevita.

## Geografía
El municipio se encuentra en un valle al sur de un cerro poco elevado, dentro de la comarca de La Jara Media, entre las sierras de La Estrella al noreste, la de La Nava al este y la de Altamira al sureste. Linda con los términos municipales de Villar del Pedroso en la provincia de Cáceres y La Estrella, El Campillo de la Jara y Mohedas de la Jara en la de Toledo.

## Historia
Del neolítico queda el dolmen de la Aldehuela,situado muy cerca del término municipal de La Estrella. Se han encontrado también restos arqueológicos de las épocas celta, romana, y almorávide. Las Murallas de Castrejón o Cerca de los Moros, como es conocida por los lugareños, parecen ser los restos de un castro celta, para el refugio de pastores. De la época romana apareció en 1948 un ara de granito con inscripción latina cuya traducción dice: "Valerio Vracio, hombre virtuoso, cumplió con libre ánimo este voto a Júpiter". Del tiempo de los almorávides se encontraron tres monedas cerca de la iglesia, dos dirhem de plata, uno de ellos de 823 acuñado en tiempos de Abderramán II, y un feux de cobre del régulo de la taifa de Zaragoza, llamado Admed II ben Yusuf.
En el siglo XI Alfonso VI conquista la zona, arrasando caseríos y tierras de labor. Tras la victoria almohade de Alarcos en 1195 sobre las tropas de Alfonso VIII, pasará de nuevo a manos musulmanas hasta después de la batalla de Las Navas de Tolosa en 1212.
A mediados del siglo XIX, la aldea tenía contabilizada una población de 620 habitantes. Por entonces su actividad principal era la producción de trigo, cebada, centeno, avena, garbanzos, algarrobas, anís, cominos, azafrán, vino, aceite y cáñamo. Gran parte de los hombres se dedicaban al carboneo y las mujeres en hilar lino y estopa. El presupuesto municipal era de 5000 reales, de los cuales 1500 eran para pagar al secretario municipal, y se cubrían con bienes propios consistentes en el fruto del arbolado de encina que se subastaba anualmente. La localidad aparece descrita en el primer volumen del Diccionario geográfico-estadístico-histórico de España y sus posesiones de Ultramar de Pascual Madoz de la siguiente manera:

ALDEANUEVA DE SAN BARTOLOME: ald. con ayunt. de la prov. y dióc. de Toledo (19 leg.), part. jud. de Puente del Arzobispo (4), aud. terr. y c. g. de Madrid (27), adm. de rent. de Talavera de la Reina (8): sit. en un valle al S. de un cerro poco elevado; es combatida por el viento O.: su clima es algun tanto enfermo, y se padecen con mas frecuencia dolores de costado é hidropesias; tiene 125 casas habitadas, 3 cerradas, y 14 destruidas, formadas todas de piedra ó barro, cubiertas con teja la mayor parte, otras con retama y de piso bajo: componen 17 calles y 2 plazas: hay casa de ayunt., pósito y escuela de primera educacion, á la que asisten 40 niños, dotada por ellos mismos, con una pequeña retribucion en dinero, que es mayor ó menor segun el estado de sus escasos conocimientos: la igl. es aneja á la de Mohedas, y está servida por un teniente. Confina el térm. por N. con el de la Estrella; E. Mohedas de la Jara; S. Campillo, y O. Torre de la Mata: comprende unas 3,000 fan., de las cuales están en cultivo la mitad, que rinden lo necesario para el consumo, y aun queda sobrante; y en lo demas hay algun viñedo y olivares, muchos y buenos pastos, arbolado de encina, alcornoque y monte bajo de brezo: el terreno es en parte fuerte y bastante productivo, y parte flojo y pedregoso: los caminos, locales: el correo se recibe en Puente del Arzobispo por un balijero tres veces á la semana: prod.: trigo, cebada, centeno, avena, garbanzos, algarrobas, anis, cominos, azafran, vino, aceito y cáñamo: se mantiene algun ganado lanar, cabrio, vacuno, de cerda, caballar mayor y menor, y ademas 60 yuntas de bueyes y 34 de caballerias para la labranza: ind.: la agricultura, ganaderia y carboneo en los hombres; y todas las mujeres se emplean en hilar lino y estopa: pobl.: 140 vec., 620 alm.: cap. prod.: 433,233 rs. imp. 11,231: contr.: segun el cálculo general de la prov., el 74 p. 0/0: presupuesto municipal: 5,000 rs., del que se pagan 1,500 al secretario por su dotacion, y se cubre con el prod. de los bienes de propios, que consisten en el fruto del arbolado de encina, que se subasta anualmente.
(Madoz, 1845, p. 507)

## Demografía
Cuenta con una población de 413 habitantes (INE 2024).
| Gráfica de evolución demográfica de Aldeanueva de San Bartolomé entre 1842 y 2021                                     |
| |
| Población de derecho según los censos de población del INE. Población de hecho según los censos de población del INE. |

## Símbolos
Escudo mantelado: 1º, de oro, la encina, de sinople; 2º, de azur, muralla de plata y, el mantel, de sinople, con la flor de la jara, de plata. Al timbre,corona real cerrada. 
Encomendada su justificación histórica a Fernando Jiménez de Gregorio, el heraldista José Luis Ruz Márquez realizó el escudo descrito, que fue aprobado por la Junta de Comunidades de Castilla-La Mancha en decreto n.º 64 de junio de 1985.

## Administración
| Periodo   | Nombre                     | Partido       |
| --------- | -------------------------- | ------------- |
| 1979-1983 | Félix Alonso Farao         | PSOE          |
| 1983-1987 | Félix Alonso Farao         | PSOE          |
| 1987-1991 | Félix Alonso Farao         | PSOE          |

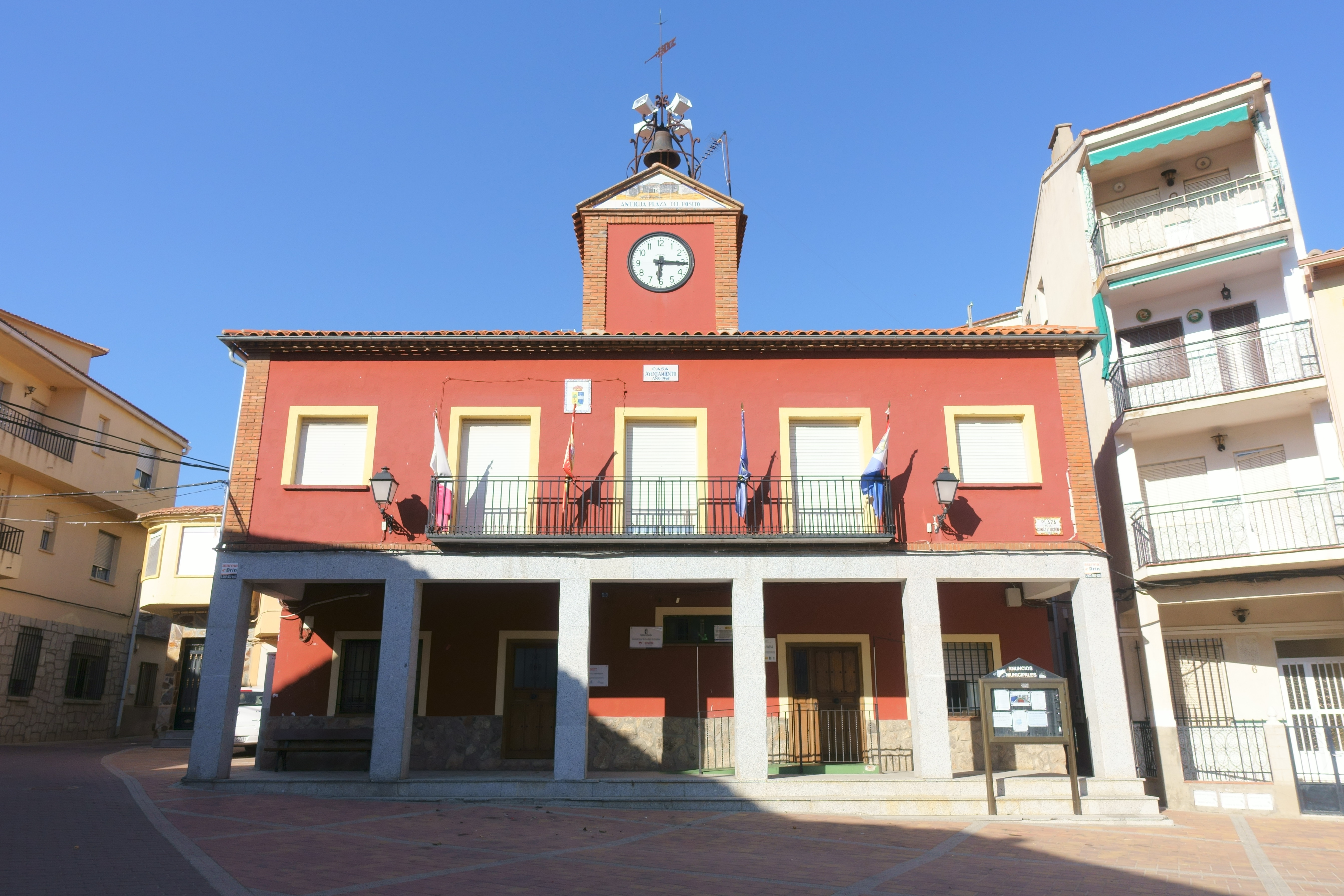
Casa consistorial

| 1991-1995 | Florencio Palomo Sánchez   | PSOE          |
| 1995-1999 | Fermín Rodríguez Sánchez   | PSOE          |
| 1999-2003 | Carlos Gustavo Gómez López | Independiente |
| 2003-2007 | Ángel de Bodas López       | PSOE          |
| 2007-2011 | Ángel de Bodas López       | PSOE          |
| 2011-2015 | Ángel de Bodas López       | PSOE          |
| 2015-2019 | Ángel de Bodas López       | PSOE          |
| 2019-2023 | Ángel de Bodas López       | PSOE          |
| 2023-act. | Ángel Farao                | Vox           |

## Patrimonio

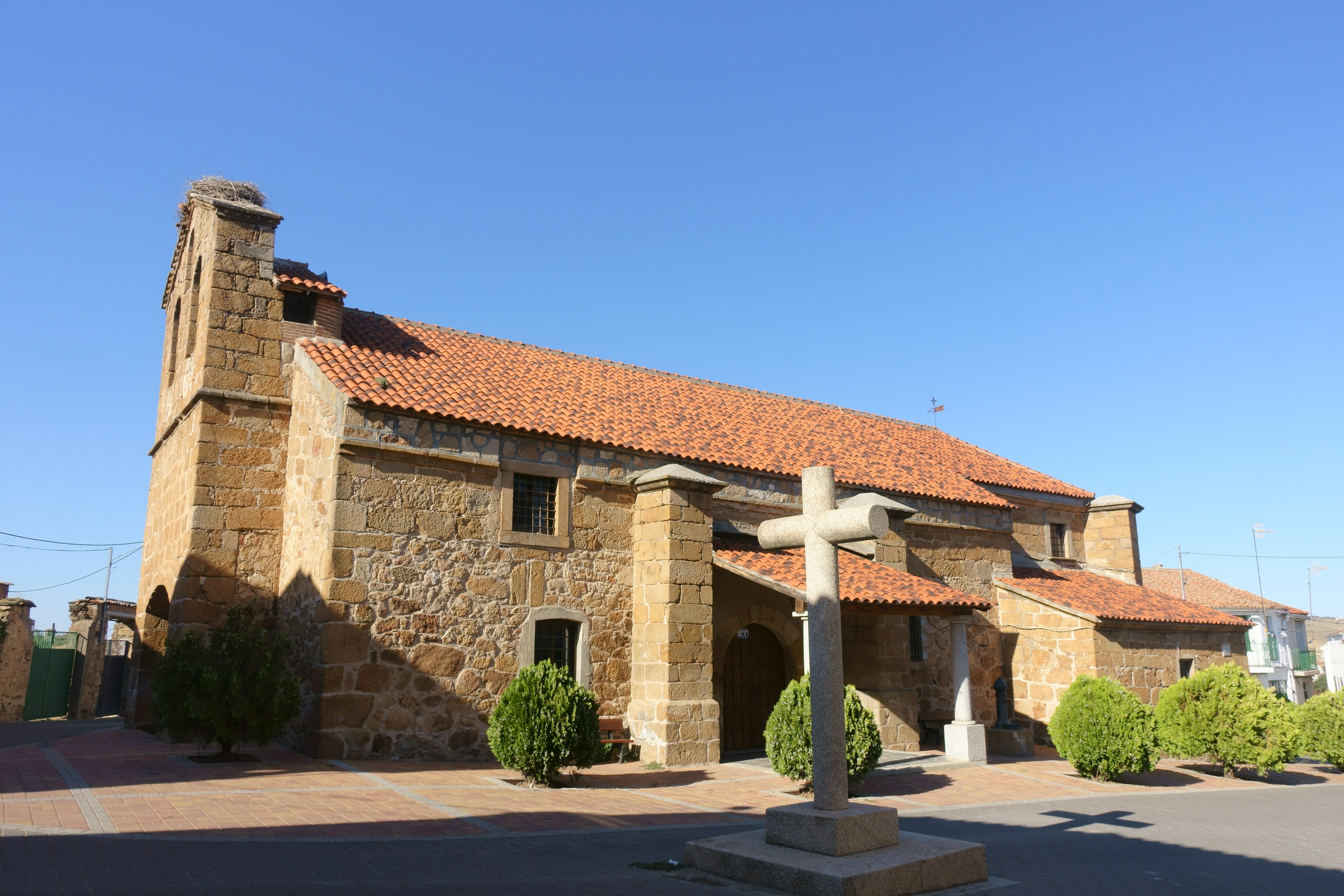
Iglesia de San Bartolomé

A destacar la arquitectura popular de sus casas y la iglesia parroquial de San Bartolomé del siglo XVI, con elementos góticos y renacentistas.

## Fiestas
- 24 de agosto: fiestas patronales en honor a San Bartolomé.
- 7 de octubre: fiesta de la Virgen del Rosario.